# Segundo Castillo Varela
|  | No s'ha de confondre amb Segundo Castillo. |

Segundo Castillo Varela   (Callao, 17 de juliol de 1913 - Callao, 1 d'octubre de 1993) fou un futbolista peruà de les dècades de 1930 i 1940, nacionalitzat xilè.
Fou 12 cops internacional amb la selecció del Perú i un cop més amb la selecció de Xile.
Pel que fa a clubs, defensà els colors de Sport Boys, Deportivo Municipal i Universitario al seu país natal. També jugà a CA Lanús, CD Magallanes i Independiente de Medellín.